# Hundskär (Kökar, Åland)
Hundskär är en ö i Åland (Finland). Den ligger i Skärgårdshavet och i kommunen Kökar i landskapet Åland, i den sydvästra delen av landet. Ön ligger omkring 65 kilometer öster om Mariehamn och omkring 220 kilometer väster om Helsingfors.
Öns area är 7 hektar och dess största längd är 0,5 kilometer i öst-västlig riktning.